# Аверченко Сергій Миколайович
Сергій Миколайович Аверченко (нар. 30 січня 1965, село Клюси, Щорський район, Чернігівська область, Українська РСР, СРСР) — український політик. Колишній Народний депутат України. Голова Чернігівської обласної організації політичної партії УДАР (з 2010).
21 березня—24 квітня 2014 — Керівник Державного управління справами. На жовтневих виборах до парламенту висунутий у 206 виборчому окрузі.

## Освіта
- 1980–1982 — Київське суворовське військове училище.

- 1982–1986 — Курганське вище військово-політичне авіаційне училище[ru].

- 1994 — Міжрегіональний центр з перепідготовки офіцерів, звільнених у запас.

- 1999 — Чернігівський державний технологічний університет, магістр державної служби.

## Кар'єра
- 1986–1991 — служба в РЗС СРСР, 1991–1993 — ЗС України: заступник командира роти охорони з політичної частини, помічник начальника політвідділу з комсомольської роботи, помічник командира авіаційного полку з правової роботи, начальник другого відділу військкомату. Підполковник запасу.

- 1994 — засновник комерційної фірми науково-експериментального підприємства ТОВ «НЕП».

- 2000 — придбав валяльно-повстяну фабрику, на базі якої створив ЗАТ "Фабрика «Аврора»; генеральний директор виробничо-торговельного комплексу «Аврора».

- 2004 — зареєстрував міську громадську організацію «Ліга роботодавців Чернігова», 2008 — «Асоціацію роботодавців Чернігівської області», 2009 — «Обласне об'єднання організацій роботодавців Чернігівщини».

- З 2009 — член наглядової ради Фонду загальнообов'язкового державного соціального страхування України на випадок безробіття зі сторони роботодавців.

- 2010–2012 — депутат Чернігівської міськради шостого скликання.
- На даний час тимчасово безробітний.

## Парламентська діяльність
З 12 грудня 2012 — народний депутат України 7-го скликання від політичної партії «УДАР (Український демократичний альянс за реформи) Віталія Кличка», № 29 в списку. Голова підкомітету з питань державної політики у сфері поводження з відходами, енергозбереження, нетрадиційних та альтернативних джерел енергії Комітету з питань екологічної політики, природокористування та ліквідації наслідків Чорнобильської катастрофи.

## Непарламентська діяльність
- 14 березня 2014 призначений тимчасово виконуючим обов'язки гендиректора концерну «Укроборонпром»[4].

- 21 березня—24 квітня 2014 — Голова ДУСі[5].

## Родина
Одружений. Має двох синів і двох дочок.